# Unificação da Bulgária

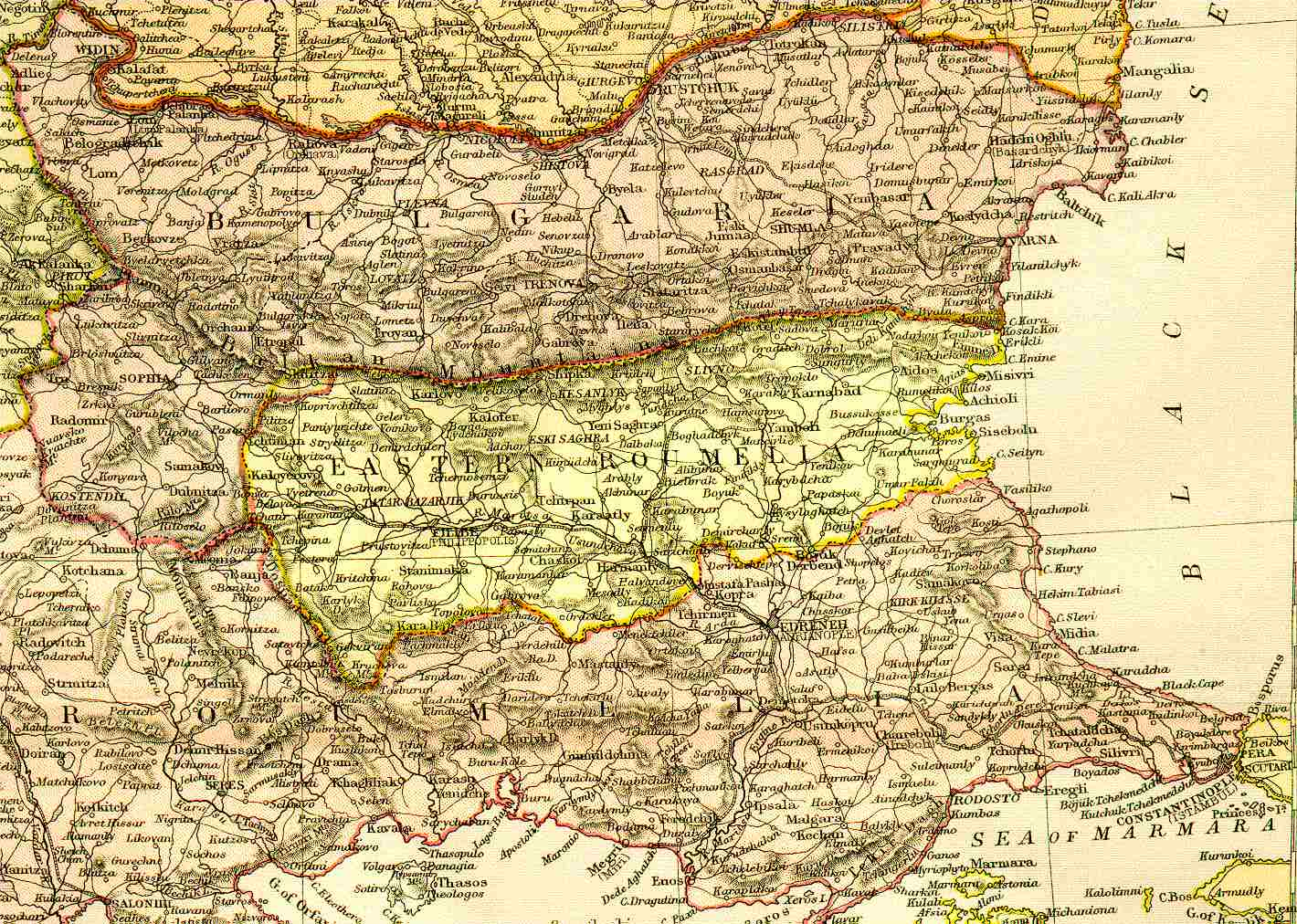
Um mapa do Principado da Bulgária e Rumélia Oriental antes da unificação.

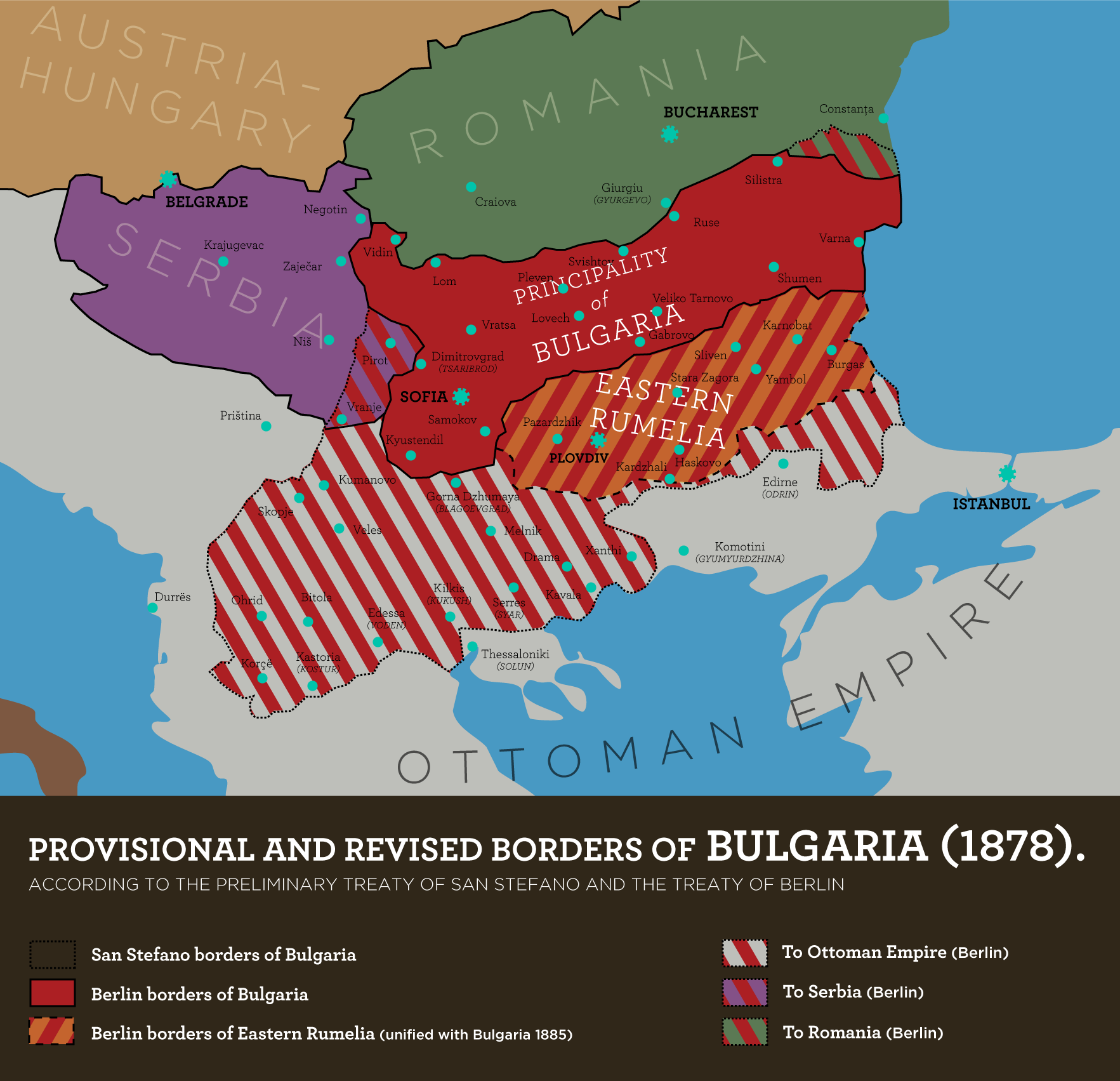
Fronteiras da Bulgária de acordo com o Tratado de San Stefano de 3 de março de 1878 e do subsequente Tratado de Berlim.

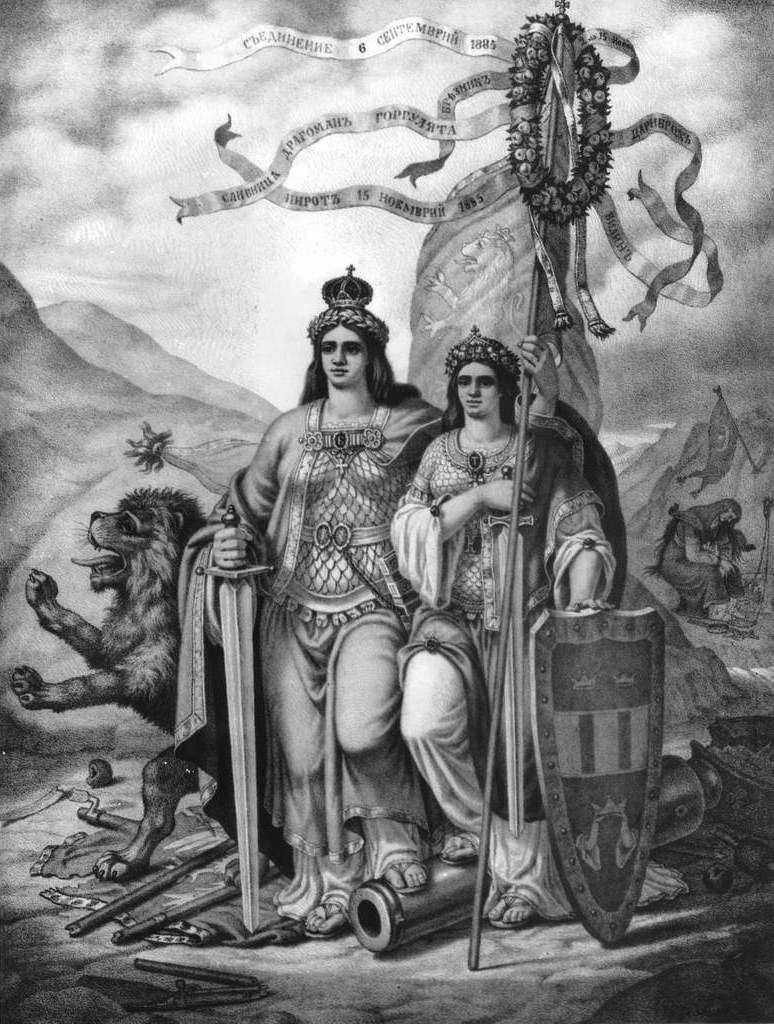
Bulgária Unida — uma litografia por N. Pavlovich (1835-1894)

A Unificação da Bulgária (em búlgaro:  Съединение на България, Saedinenie na Balgariya) foi o ato de unificação do Principado da Bulgária e da então Província Otomana da Rumélia Oriental no outono de 1885. Foi coordenada pelo Comitê Central Revolucionário Búlgaro Secreto (BSCRC). A unificação foi realizada após as revoltas nas cidades da Rumélia Oriental, seguida por um golpe de Estado em 18 de setembro [Calend. antigo 6 de setembro]  de 1885 apoiado pelo Knyaz búlgaro Alexandre I. O BSCRC, formado por Zahari Stoyanov, começou a popularizar ativamente a ideia da unificação, por meio da imprensa e manifestações públicas na primavera de 1885.

## Antecedentes
A 10ª Guerra Russo-Turca (1877-1878) terminou com a assinatura do preliminar Tratado de San Stefano, que reduziu os vastos territórios do Império Otomano. A Bulgária foi ressuscitada depois de 482 anos de domínio estrangeiro, ainda que como um principado sob a suserania otomana.
Os diplomatas russos sabiam que a Bulgária não iria permanecer dentro dessas fronteiras por muito tempo - a paz de San Stefano foi chamada de "preliminar" pelos próprios russos. O Congresso de Berlim, iniciado em 13 de junho [Calend. antigo 1 de junho]  de 1878, terminou em 13 de julho [Calend. antigo 1 de julho]  de 1878 com o Tratado de Berlim, que criou um estado vassalo búlgaro nos territórios entre os Bálcãs e o Danúbio. As áreas entre as montanhas balcânicas  e as montanhas de Rila e Ródope tornaram-se uma província autônoma do Império Otomano chamada de Rumélia Oriental. A separação do sul da Bulgária em uma região administrativa diferente era uma garantia contra os receios expressos pela Grã-Bretanha e pela Áustria-Hungria de que a Bulgária poderia ter acesso ao Mar Egeu, o que logicamente significava que a Rússia estava ficando mais próxima do Mar Mediterrâneo.
A terceira grande parte da Bulgária do San Stefano - a Macedônia - não conseguiu ainda este ligeiro sabor da liberdade, pois permaneceu nas fronteiras otomanas como estava antes da guerra.

## Organização
Nessas condições, era natural que os búlgaros da Bulgária, Rumélia Oriental e Macedônia se empenhassem pela unidade. Foi feita a primeira tentativa em 1880. O novo primeiro-ministro britânico, William Ewart Gladstone (que apoiou fortemente a causa da Bulgária no passado) fez os políticos búlgaros esperarem que a política britânica sobre a Questão Oriental fosse mudar, e que iria apoiar e via com bons olhos uma eventual união. Infelizmente, a mudança de governo não trouxe uma mudança de interesses da Grã-Bretanha. Em segundo lugar, havia um possível conflito crescente entre o Império Otomano, de um lado, e Grécia e Montenegro, do outro.
Os militantes da união com a Rumélia Oriental enviaram Stefan Panaretov, professor do Robert College, para consultar a opinião britânica sobre a planejada unificação. O governo de Gladstone, porém, não aceitou esses planos. O desacordo veio também da Rússia imperial, que estava seguindo estritamente as decisões tomadas durante o Congresso de Berlim. Enquanto isso, as tensões entre a Grécia e o Império Otomano se estabeleceram, o que finalmente levou a primeira tentativa de unificação a um fracasso.
Até meados de 1885, a maioria dos unionistas ativos na Rumélia Oriental compartilhavam a visão de que a preparação de uma revolução na Macedônia deveria ser adiada e todos os esforços deveriam ser concentrados na unificação da Bulgária e da Rumelia Oriental. O Knyaz búlgaro Alexandre I também foi atraído para esta causa. Suas relações com a Rússia pioraram a tal ponto que o imperador russo e os círculos pró-russos na Bulgária apelavam abertamente para a abdicação de Alexandre. O jovem knyaz percebeu que seu apoio para a unificação seria a sua única chance de sobrevivência política.

## Ato de unificação
A unificação foi inicialmente prevista para meados de setembro, quando a milícia rumeliana seria mobilizada para a execução de manobras. O plano solicitava para a unificação ser anunciada em 27 de setembro [Calend. antigo 15 de setembro]  de 1885, mas em 14 de setembro [Calend. antigo 2 de setembro]  de 1885 um motim teve início em Panagjurište (na então Rumélia Oriental), que foi controlado no mesmo dia pela polícia. A manifestação exigia a unificação com a Bulgária. Pouco depois, este exemplo foi seguido no vilarejo de Goliamo Konare. Um esquadrão armado foi formado lá, sob a liderança de Prodan Tishkov (mais conhecido como Chardafon) - líder local do BSCRC. Os representantes do BSCRC foram enviados para as diferentes cidades da província, onde tiveram que reunir grupos de rebeldes e enviá-los para Plovdiv, a capital da Rumélia Oriental, onde estariam sob o comando do Major Danail Nikolaev.

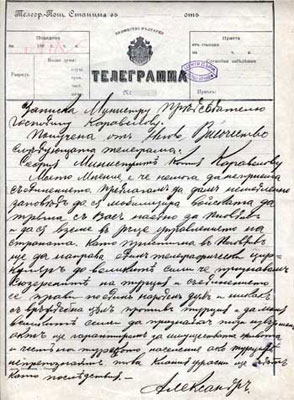
Telegrama do governo provisório em Plovdiv para o Knyaz Alexandre I proclamando a Unificação da Bulgária.

Enquanto isso, manobras militares estavam sendo realizadas nos arredores de Plovdiv. O Major Danail Nikolaev, que estava no comando das manobras, tinha conhecimento e apoiou os unionistas. Em 18 de setembro [Calend. antigo 6 de setembro]  de 1885, a milícia rumeliana (forças armadas da Rumélia Oriental) e grupos armados unionistas entraram em Plovdiv e tomaram a residência do governador. O governador era Gavril Krastevich, um patriota búlgaro que, naturalmente, não resistiu aos unionistas.
Um governo provisório foi formado imediatamente, com Georgi Stranski em sua liderança. O Major Danail Nikolaev foi nomeado comandante das forças armadas. Com a ajuda de oficiais russos, ele criou um plano estratégico para defesa contra a esperada intervenção otomana. A mobilização foi declarada na Rumélia Oriental.
Assim que assumiu o poder em 14 de setembro [Calend. antigo 2 de setembro]  de 1885, o governo provisório enviou um telegrama, pedindo que o Knyaz que aceitasse a unificação. Em 20 de setembro [Calend. antigo 8 de setembro]  de 1885, Alexandre I respondeu com um manifesto especial. No dia seguinte, acompanhado pelo primeiro-ministro Petko Karavelov e pelo chefe do Parlamento Stefan Stambolov, o Knyaz Alexandre I entrou na capital da antiga Rumélia Oriental. Este gesto confirmou a ação dos unionistas como um fato consumado. Mas as dificuldades de defesa diplomática e militar da União estavam por vir.

## Resposta internacional à unificação
Nos anos após a assinatura do Tratado de Berlim, o governo de São Petersburgo havia muitas vezes expresso sua opinião de que a criação da Rumélia Oriental fora da Bulgária era uma divisão natural e seria de curta duração. A Rússia sabia que a unificação iria, sem dúvida, ocorrer logo e tomou medidas importantes para a sua preparação. Primeiramente, a Rússia exerceu uma pressão diplomática bem-sucedida sobre o Império Otomano restringindo-o a enviar forças para Rumélia Oriental. Além disso, em 1881, em um protocolo especial, criado após a recriação da Liga dos Três Imperadores, observou-se que a Áustria-Hungria e a Alemanha iriam mostrar apoio a um possível ato de união dos búlgaros.

### Rússia
Desafiando a maioria das expectativas, a Rússia não apoiou o ato de 6 de setembro, devido ao seu conflito aberto com o Knyaz Alexandre I. A Rússia queria preservar sua influência nos assuntos búlgaros e temia perdê-la com o novo estado crescendo mais forte com Alexandre I em sua liderança. Como resultado, a Rússia ordenou que todos seus oficiais deixassem a Bulgária e sugeriu que uma conferência oficial fosse realizada em Constantinopla, onde a violação do status quo de Berlim deveria ser sancionada.

### Reino Unido
Os círculos governamentais em Londres inicialmente acreditaram que um poderoso apoio de São Petersburgo viria após o ousado ato búlgaro. Logo perceberam a realidade da situação e depois que a posição oficial da Rússia foi anunciada, a Grã-Bretanha deu o seu apoio à causa búlgara, mas não até que as negociações búlgaro-otomanas começassem.

### Áustria-Hungria
A posição da Áustria-Hungria foi determinada por sua política em relação a Sérvia. Em um tratado secreto de 1881, a Áustria-Hungria aceitou o "direito" da Sérvia de expandir em direção da Macedônia. O objetivo da Áustria-Hungria era ganhar influência na Sérvia, enquanto, ao mesmo tempo, direcionava os apetites territoriais dos sérvios para o sul ao invés do norte e noroeste. Além disso, a Áustria-Hungria sempre se opôs à criação de um grande estado eslavo na região dos Bálcãs, do tipo que seria a Bulgária unificada.

### França e Alemanha
Apoiaram a proposta russa de uma conferência internacional na capital otomana.

### Império Otomano
Após a unificação ser uma realidade, levou três dias para Constantinopla se tornar consciente do que tinha realmente acontecido. Um novo problema surgiu depois: de acordo com o Tratado de Berlim, o sultão só seria autorizado a enviar tropas na Rumélia Oriental, a pedido do governador da Rumélia. Gavril Krastevich, o governador na época, não fez tal solicitação. Ao mesmo tempo, o Império Otomano foi aconselhado em tom áspero, tanto por Londres como por São Petersburgo, a não tomar quaisquer ações e, em vez disso, esperar a decisão da conferência internacional.

### Sérvia e Grécia
A união da Bulgária e da Rumélia Oriental fez da Bulgária de facto o maior estado nos Bálcãs, um fato que, nesse momento, uma série de países vizinhos não poderiam aceitar.
Atenas imediatamente pediu compensações territoriais e até ameaçou que iria iniciar ações militares. Houve manifestações civis em toda a Grécia o que levou o governo a declarar guerra à Bulgária. A intervenção por parte do governo britânico ajudou a acalmar essa agitação.
A posição da Sérvia foi semelhante à da Grécia. Os sérvios pediram compensações territoriais consideráveis ao longo de toda a fronteira ocidental com a Bulgária, o que foi rejeitado pela Bulgária. Porém, a garantia do apoio da Áustria-Hungria, fez o Rei Milan I declarar guerra à Bulgária em 14 de novembro [Calend. antigo 2 de novembro]  de 1885, onde os sérvios sofreram derrota.